# 香月牛山
香月牛山（1656年—1740年3月16日），日本江戶時代漢醫學者。名則實（一說則真），字啟益，號牛山、貞庵、被發翁，系豐前中津人，為香月家族第十六代六郎重貞之子。

## 生涯
則實，曾習醫於藩醫鶴玄益，攻儒於貝原益軒；及壯，為中津侯侍醫，醫術益精，以乳產而聞名醫林，名播江戶，名工、巨儒無不敬服之。居中津十四年，後移京師，蔔居二條室町，其左右為幽齋清榻、圖史，著書攻醫，自得其樂。時引諸名士相樂茶棋，名重於輦下。後小倉客之，禮待甚優，聲譽益高。歿於1740年（元文五年）三月十六日，享年85歲。則實終身未娶，無子，侄女則貫過繼為養女，侍奉小倉侯之際，先牛山而病亡。後其門人則道為養子，冒以香月之姓，受其俸祿。

## 作品
牛山著《卷懷食鏡》、《卷懷灸鏡》、《上兒必用記》、《螢雪余話》、《運氣算法》、《遊豐司命錄》、《醫學鉤玄》、《老人養草》、《國學醫叢》、《習醫先人》、《藥籠本草》、《牛山活套》、《牛山方考》、及《婦人壽草》。